# Matthäus Crocinus

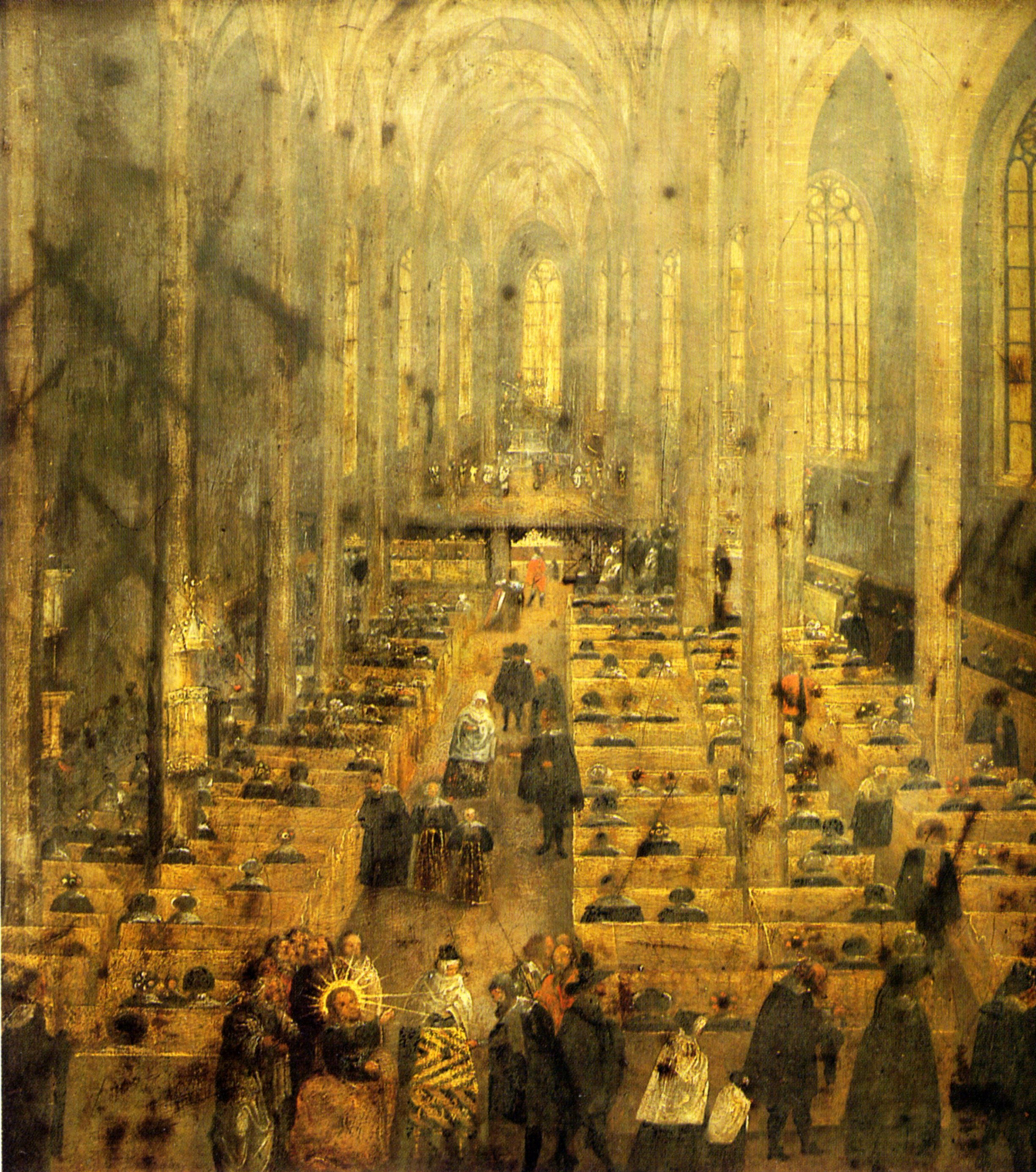
Crocinus: Inneres des Bautzener Petridoms. Öl auf Kupfer, um 1641

Matthäus Crocinus (* 1580 in Schlan; † 4. Januar 1654 in Budissin) war ein deutscher Maler.

## Leben
Der aus Böhmen stammende Maler Matthäus Crocinus gehörte zu den zahlreichen Exulanten, die das Vaterland wegen der religiösen Verhältnisse verließen und sich eine neue Heimat suchten. Seit 1637 lebte und arbeitete der Künstler in Budissin in Ostsachsen. Da der Lebensunterhalt mit Auftragsarbeiten für den Rat der Stadt nicht bestritten werden konnte, erwarb Crocinus einen Bierhof in der Kesselgasse und erlangte somit das Recht des Bierbrauens.

Seine Biografie lässt sich im Wesentlichen dem auf dem Taucherfriedhof befindlichen Grabstein entnehmen:

„Alhier ruhet in Gott der Ehrenveste und Kunstreiche Herr Matthaeus Crocinus Bürger und Mahler in Budißin / welcher Anno 1583. in der Königl. Creyß-Stadt Schlahn im Böheim von Christlichen Eltern zur Welt gebohren worden; und dann durch Schickung Gottes in den heiligen Ehestandt sich begeben Anno 1613. mit der Erbaren / Viel-Ehr- und Tugendsamen Jungfrauen Magdalenen / des weyland Ehrenvesten / Achtbarn und Wohlgelahrten Herrn Simon Bloffsky Raths-Verwandten alda Eheleibliche Tochter / mit Ihr im Ehestande gelebet 50. Jahr / 6. Monat / und 9. Tage; und mit Ihr erzeuget 11. Kinder / als 6. Söhne und 5. Töchter / von welchen noch ein Sohn / und zwo Töchter beym Leben / die anderen in Gott verschieden. Ist Anno 1653. den 22. Febr. in Gott selig entschlaffen / seines Alters 73. Jahr und etzliche Wochen. [...]“

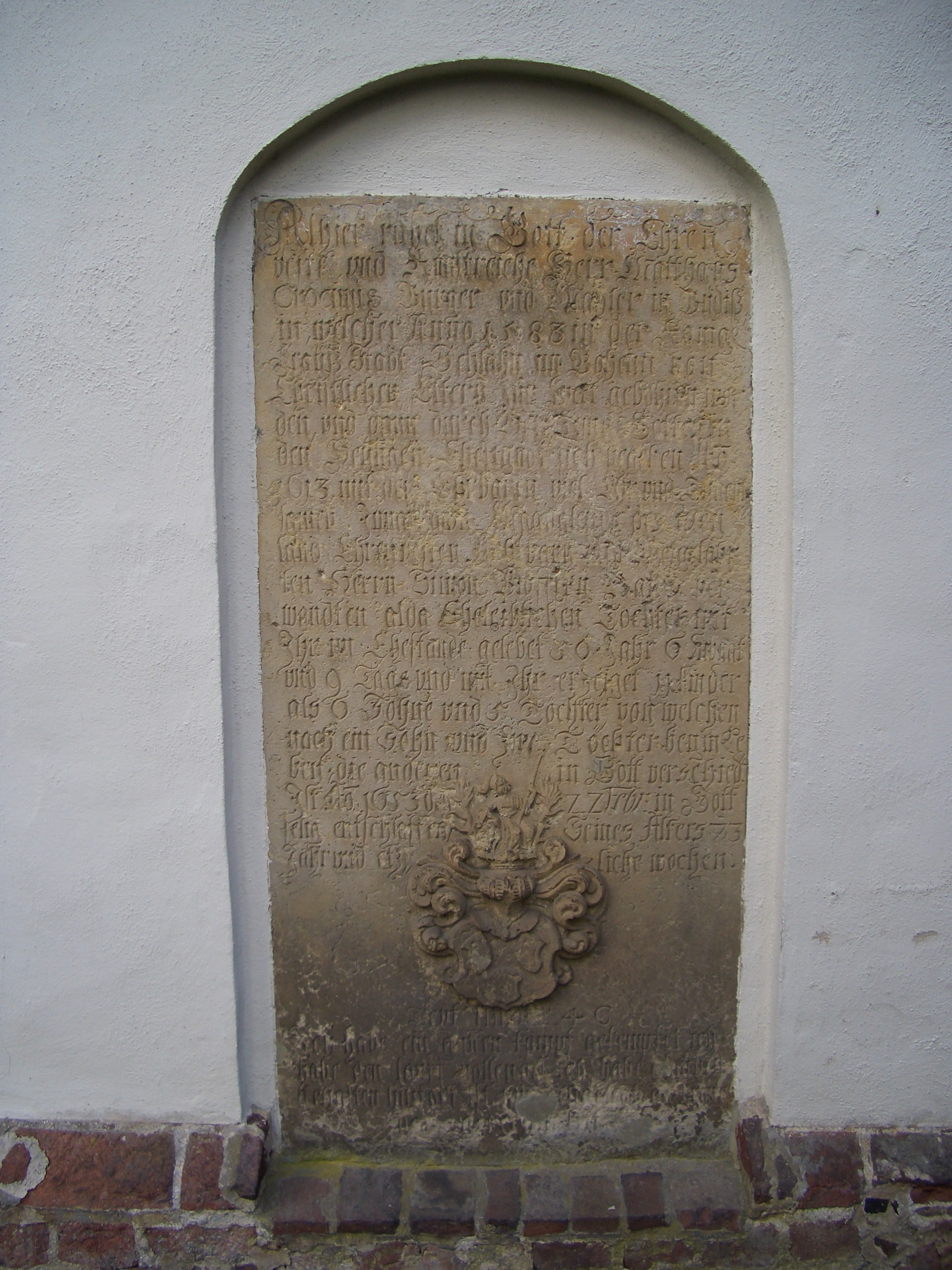
Grabstein mit dem Wappen des Malers auf dem Taucherfriedhof in Bautzen

Hier gibt es aber Unstimmigkeiten mit den Angaben im Kirchenbuch. Im Kirchenbuch heißt es, Crocinus begrub seine Frau am 23. November 1653 auf dem Taucherfriedhof, knapp sechs Wochen später, am 4. Januar 1654, wurde der Maler an ihrer Seite zur ewigen Ruhe gelegt. Beide Quellen vermelden übereinstimmend „im Alter von 73 Jahren“, somit dürfte die Angabe des Geburtsjahres 1583 und das Sterbedatum 22. Februar 1653 auf dem Grabstein genauso ein Irrtum sein wie die Eheschließung 1613. Demnach wären 1653 erst 40 Ehejahre vergangen, folglich käme eher 1603 in Betracht, was angesichts der Geburt der ersten Tochter Dorothea im Jahr 1604 auch naheliegender ist.
Matthäus Crocinus hat anders als seine Berufsgenossen in Budissin nur als Kunstmaler gewirkt, andere Arbeiten wie z. B. Anstrich- oder Vergoldungserneuerungen lassen sich von ihm nicht nachweisen. Sein Sohn Augustinus Crocinus führte die Werkstatt des Vaters bis 1671 fort. In den Ratsrechnungen finden sich gewöhnliche Malerarbeiten, Gemälde von ihm sind nicht bekannt.

## Werke (Auswahl)
- Porträt Kurfürst Johann Georg I., 1637, Öl auf Leinwand, 102 × 126 cm (C. Gurlitt, S. 345)
- Ansicht der Stadt Bautzen vor dem Stadtbrand 1620, 1637/38, Öl auf Leinwand, 390 × 144 cm
- Bautzener Stadtbrand 1634, 1637/38, Öl auf Leinwand, 44 × 140 cm
- Innenansicht des St. Petridoms, 1641, Öl auf Kupfer, 58 × 51,5 cm (C. Gurlitt, S. 20)
- Ecce Homo, 1641, Öl auf Leinwand, 90 × 137 cm (C. Gurlitt, S. 19)
- 6 Bautzener Bürgermeisterbilder, 1644/45, Öl auf Kupfer (C. Gurlitt, S. 347–350)